# الحسن كيتا (لاعب كرة قدم مواليد 1992)
الحسن كيتا (بالفرنسية: Alhassane Keita)‏ (مواليد 16 أبريل 1992 في كوناكري، غينيا) هو لاعب كرة قدم غيني يجيد اللعب في مركز المهاجم. يلعب حاليا لصالح بيلينينسيس الذي ينافس في الدوري البرتغالي الممتاز منذ 2018.

## روابط خارجية
- الحسن كيتا (لاعب) على موقع قاعدة بيانات كرة القدم.إي يو (الإنجليزية)
- الحسن كيتا (لاعب) على موقع ناشيونال فوتبول تيمز (الإنجليزية)
- الحسن كيتا (لاعب) على موقع Soccerway.com (الإنجليزية)
- الحسن كيتا (لاعب) على موقع عالم كرة القدم.نت (الإنجليزية)